# تیم ملی فوتبال اروگوئه
تیم ملی فوتبال اروگوئه (به اسپانیایی: Selección de fútbol de Uruguay) یک تیم فوتبال بین‌المللی است که به نمایندگی از کشور اروگوئه به میدان می‌رود. این تیم زیر نظر اتحادیه فوتبال اروگوئه فعالیت می‌کند. اروگوئه تاکنون دو بار در سال‌های ۱۹۳۰ و ۱۹۵۰ جام جهانی فوتبال و دو بار المپیک را فتح کرده است.
بهترین بازیکن تاریخ اروگوئه لوییس سوارز است که با ۶۹ گل برترین گلزن هم به حساب می‌آید.
این تیم در تاریخ ۱۹ دسامبر ۲۰۲۴ در رده‌بندی فیفا در رتبه ۱۱ قرار گرفت.

## جام جهانی ۲۰۱۰
این تیم با درخشش دیگو فورلان در سال ۲۰۱۰ موفق شد پس از ۴۰ سال به جمع ۴ تیم برتر جام جهانی راه یابد.

## کوپا آمریکا ۲۰۱۱
تیم ملی اروگوئه در کوپا ۲۰۱۱ با حذف آرژانتینِ میزبان و غلبه بر پاراگوئه در دیدار فینال، موفق شد کوپا آمریکای ۲۰۱۱ را فتح کند.

## بهترین بازیکنان
- آلوارو رکوبا با نام مستعار el chino (پسر چینی، بخاطر شباهتی که شکل صورتش به چهره چینی‌ها دارد با این نام خوانده می‌شود) در سال ۲۰۰۲ با دریافت حقوق سالانه ۷٫۸ میلیون دلار به پردرآمدترین بازیکن در جهان تبدیل شد.
- دیگو فورلان که سابقه حضور در تیم‌هایی مانند منچستر یونایتد، اتلتیکو مادرید، ویارئال و اینتر میلان را دارد، در دو فصل ۰۵–۲۰۰۴ و ۰۹–۲۰۰۸ جایزه پیچیچی (بهترین گل‌زن لالیگا) و کفش طلای اروپا را به‌دست‌آورد. وی همچنین از سوی کمیته فنی فیفا به عنوان بهترین بازیکن جام جهانی فصل ۲۰۱۳–۱۴ عنوان بهترین گل‌زن اروپا را از آن خود کرد. وی هم‌اکنون بدون تیم است
- ادینسون کاوانی بعد از لوییس سوارز بیشترین گل در تیم ملی اروگوئه را دارد. او در باشگاه‌های بزرگی مثل منچستریونایتد پاریسن ژرمن و ناپولی بازی کرده است. کاوانی دومین گلزن برتر تاریخ باشگاه پاریسن ژرمن است و در بین بهترین مهاجمان دنیا قرار دارد.
- لوییس آلبرتو سوارز دیاز (به اسپانیایی: Luis Alberto Suárez Díaz) (زاده ۲۴ ژانویهٔ ۱۹۸۷) بازیکن فوتبال اهل اروگوئه است که برای باشگاه فوتبال اینتر میامی در لیگ برتر آمریکا بازی می‌کند. سوارز یکی از بهترین بازیکنان نسل خود در جهان و نیز یکی از بهترین مهاجم نوک‌های تاریخ فوتبال به شمار می‌رود. او از معدود فوتبالیست‌هایی است که بیش از ۵۰۰ گل را در رقابت‌های باشگاهی و ملی به ثمر رسانده و پس از لیونل مسی و سزار رودریگز، سومین گلزن تاریخ باشگاه بارسلونا است. او در سال‌های ۲۰۱۴ و ۲۰۱۶ به عنوان بهترین گلزن فصل اروپا، کفش طلای اروپا را دریافت کرد، او در سال ۲۰۱۶ بالاتر از لیونل مسی و کریستیانو رونالدو بهترین گلزن فصل لا لیگا شده‌بود.
- دیه‌گو گودین (انگلیسی: Diego Godín؛ زاده ۱۶ فوریهٔ ۱۹۸۶) بازیکن سابق فوتبال اهل اروگوئه است.

فدریکو والورده (به انگلیسی: Federico Valverde) بازیکن فوتبال اهل اروگوئه است که در پست هافبک میانی برای باشگاه فوتبال رئال مادرید در لالیگا و تیم ملی اروگوئه بازی می‌کند. والورده به سرعت، جنگندگی، استقامت و خستگی‌ناپذیری و توانایی شوت‌زنی شناخته می‌شود. وی همچنین توانایی بازی در پست وینگر راست را دارد.

## حضور در جام جهانی
تیم ملی اروگوئه تاکنون در دوازده دوره جام جهانی حضور داشته است که دو عنوان قهرمانی در سال‌های ۱۹۳۰ و ۱۹۵۰ و سه عنوان چهارمی در جام‌های جهانی ۱۹۵۴، ۱۹۷۰ و ۲۰۱۰ آفریقای جنوبی را کسب کرده است، همین‌طور اولین دورهٔ جام جهانی در این کشور برگزار شده است.

     قهرمان      دوم      سوم     چهارم
| جام جهانی فوتبال | جام جهانی فوتبال          | جام جهانی فوتبال          | جام جهانی فوتبال          | جام جهانی فوتبال          | جام جهانی فوتبال          | جام جهانی فوتبال          | جام جهانی فوتبال          | جام جهانی فوتبال          | رکوردهای انتخابی جام جهانی فوتبال       | رکوردهای انتخابی جام جهانی فوتبال       | رکوردهای انتخابی جام جهانی فوتبال       | رکوردهای انتخابی جام جهانی فوتبال       | رکوردهای انتخابی جام جهانی فوتبال       | رکوردهای انتخابی جام جهانی فوتبال       | رکوردهای انتخابی جام جهانی فوتبال       |
| سال              | مرحله                     | مقام                      | بازی                      | برد                       | مساوی*                    | باخت                      | زده                       | خورده                     | بازی                                    | برد                                     | مساوی                                   | باخت                                    | زده                                     | خورده                                   | رتبه                                    |
| ---------------- | ------------------------- | ------------------------- | ------------------------- | ------------------------- | ------------------------- | ------------------------- | ------------------------- | ------------------------- | --------------------------------------- | --------------------------------------- | --------------------------------------- | --------------------------------------- | --------------------------------------- | --------------------------------------- | --------------------------------------- |
| ۱۹۳۰             | ۱۹۳۰                      | قهرمان                    | ۴                         | ۴                         | ۰                         | ۰                         | ۱۵                        | ۳                         | انتخاب شده به عنوان میزبان              | انتخاب شده به عنوان میزبان              | انتخاب شده به عنوان میزبان              | انتخاب شده به عنوان میزبان              | انتخاب شده به عنوان میزبان              | انتخاب شده به عنوان میزبان              | انتخاب شده به عنوان میزبان              |
| ۱۹۳۴             | امتناع از حضور در مسابقات | امتناع از حضور در مسابقات | امتناع از حضور در مسابقات | امتناع از حضور در مسابقات | امتناع از حضور در مسابقات | امتناع از حضور در مسابقات | امتناع از حضور در مسابقات | امتناع از حضور در مسابقات | انتخاب شده به عنوان مدافع عنوان قهرمانی | انتخاب شده به عنوان مدافع عنوان قهرمانی | انتخاب شده به عنوان مدافع عنوان قهرمانی | انتخاب شده به عنوان مدافع عنوان قهرمانی | انتخاب شده به عنوان مدافع عنوان قهرمانی | انتخاب شده به عنوان مدافع عنوان قهرمانی | انتخاب شده به عنوان مدافع عنوان قهرمانی |
| ۱۹۳۸             | امتناع از حضور در مسابقات | امتناع از حضور در مسابقات | امتناع از حضور در مسابقات | امتناع از حضور در مسابقات | امتناع از حضور در مسابقات | امتناع از حضور در مسابقات | امتناع از حضور در مسابقات | امتناع از حضور در مسابقات |                                         |                                         |                                         |                                         |                                         |                                         |                                         |
| ۱۹۵۰             | فینال                     | قهرمان                    | ۴                         | ۳                         | ۱                         | ۰                         | ۱۵                        | ۵                         | به صورت خودکار انتخاب شد***             | به صورت خودکار انتخاب شد***             | به صورت خودکار انتخاب شد***             | به صورت خودکار انتخاب شد***             | به صورت خودکار انتخاب شد***             | به صورت خودکار انتخاب شد***             | به صورت خودکار انتخاب شد***             |
| ۱۹۵۴             | چهارم                     | چهارم                     | ۵                         | ۳                         | ۰                         | ۲                         | ۱۶                        | ۹                         | انتخاب شده به عنوان مدافع عنوان قهرمانی | انتخاب شده به عنوان مدافع عنوان قهرمانی | انتخاب شده به عنوان مدافع عنوان قهرمانی | انتخاب شده به عنوان مدافع عنوان قهرمانی | انتخاب شده به عنوان مدافع عنوان قهرمانی | انتخاب شده به عنوان مدافع عنوان قهرمانی | انتخاب شده به عنوان مدافع عنوان قهرمانی |
| ۱۹۵۸             | انتخاب نشد                | انتخاب نشد                | انتخاب نشد                | انتخاب نشد                | انتخاب نشد                | انتخاب نشد                | انتخاب نشد                | انتخاب نشد                | ۴                                       | ۲                                       | ۱                                       | ۱                                       | ۴                                       | ۶                                       | ۲/۳                                     |
| ۱۹۶۲             | دور گروهی                 | سیزدهم                    | ۳                         | ۱                         | ۰                         | ۲                         | ۴                         | ۶                         | ۲                                       | ۰                                       | ۱                                       | ۱                                       | ۲                                       | ۳                                       | ۱/۳                                     |
| ۱۹۶۶             | یک‌چهارم پایانی            | هفتم                      | ۴                         | ۱                         | ۲                         | ۱                         | ۲                         | ۵                         | ۴                                       | ۴                                       | ۰                                       | ۰                                       | ۱۱                                      | ۲                                       | ۱/۲                                     |
| ۱۹۷۰             | رده‌بندی                   | چهارم                     | ۶                         | ۲                         | ۱                         | ۳                         | ۴                         | ۵                         | ۴                                       | ۳                                       | ۱                                       | ۰                                       | ۵                                       | ۰                                       | ۱/۳                                     |
| ۱۹۷۴             | دور گروهی                 | سیزدهم                    | ۳                         | ۰                         | ۱                         | ۲                         | ۱                         | ۶                         | ۴                                       | ۲                                       | ۱                                       | ۱                                       | ۰                                       | ۲                                       | ۱/۳                                     |
| ۱۹۷۸             | انتخاب نشد                | انتخاب نشد                | انتخاب نشد                | انتخاب نشد                | انتخاب نشد                | انتخاب نشد                | انتخاب نشد                | انتخاب نشد                |                                         |                                         |                                         |                                         |                                         |                                         |                                         |
| ۱۹۸۲             | انتخاب نشد                | انتخاب نشد                | انتخاب نشد                | انتخاب نشد                | انتخاب نشد                | انتخاب نشد                | انتخاب نشد                | انتخاب نشد                |                                         |                                         |                                         |                                         |                                         |                                         |                                         |
| ۱۹۸۶             | مرحله دوم                 | شانزدهم                   | ۴                         | ۰                         | ۲                         | ۲                         | ۲                         | ۸                         |                                         |                                         |                                         |                                         |                                         |                                         |                                         |
| ۱۹۹۰             | مرحله دوم                 | شانزدهم                   | ۴                         | ۱                         | ۱                         | ۲                         | ۲                         | ۵                         |                                         |                                         |                                         |                                         |                                         |                                         |                                         |
| ۱۹۹۴             | انتخاب نشد                | انتخاب نشد                | انتخاب نشد                | انتخاب نشد                | انتخاب نشد                | انتخاب نشد                | انتخاب نشد                | انتخاب نشد                |                                         |                                         |                                         |                                         |                                         |                                         |                                         |
| ۱۹۹۸             | انتخاب نشد                | انتخاب نشد                | انتخاب نشد                | انتخاب نشد                | انتخاب نشد                | انتخاب نشد                | انتخاب نشد                | انتخاب نشد                |                                         |                                         |                                         |                                         |                                         |                                         |                                         |
| ۲۰۰۲             | دور گروهی                 | بیست و ششم                | ۳                         | ۰                         | ۲                         | ۱                         | ۴                         | ۵                         |                                         |                                         |                                         |                                         |                                         |                                         |                                         |
| ۲۰۰۶             | انتخاب نشد                | انتخاب نشد                | انتخاب نشد                | انتخاب نشد                | انتخاب نشد                | انتخاب نشد                | انتخاب نشد                | انتخاب نشد                |                                         |                                         |                                         |                                         |                                         |                                         |                                         |
| ۲۰۱۰             | رده‌بندی                   | چهارم                     | ۷                         | ۳                         | ۲(۱*)                     | ۲                         | ۱۱                        | ۸                         |                                         |                                         |                                         |                                         |                                         |                                         |                                         |
| ۲۰۱۴             | یک‌هشتم پایانی             | دوازدهم                   | ۴                         | ۲                         | ۰                         | ۲                         | ۴                         | ۶                         |                                         |                                         |                                         |                                         |                                         |                                         |                                         |
| ۲۰۱۸             | یک‌چهارم پایانی            | پنجم                      | ۵                         | ۴                         | ۰                         | ۱                         | ۷                         | ۳                         |                                         |                                         |                                         |                                         |                                         |                                         |                                         |
| ۲۰۲۲             | دور گروهی                 | سیزدهم                    | ۳                         | ۱                         | ۱                         | ۱                         | ۲                         | ۲                         |                                         |                                         |                                         |                                         |                                         |                                         |                                         |
| مجموع            | ۲ عنوان                   | ۱۲/۲۲                     | ۵۶                        | ۲۴                        | ۱۲                        | ۲۰                        | ۸۷                        | ۷۴                        |                                         |                                         |                                         |                                         |                                         |                                         |                                         |

== ترکیب فعلی
| ش. | پست       | بازیکن                | ت‌ت (سن)                 | بازی | گل | باشگاه                           |
| -- | --------- | --------------------- | ----------------------- | ---- | -- | -------------------------------- |
| 1  | دروازه‌بان | فرناندو موسلرا        | ۱۶ ژوئن ۱۹۸۶ (۳۶ سال)   | 133  | 0  | باشگاه فوتبال گالاتاسرای         |
| 2  | مدافع     | خوزه خیمنز            | ۲۰ ژانویه ۱۹۹۵ (۲۷ سال) | 78   | 8  | باشگاه فوتبال اتلتیکو مادرید     |
| 3  | مدافع     | دیه‌گو گودین (کاپیتان) | ۱۶ فوریه ۱۹۸۶ (۳۶ سال)  | 159  | 8  | باشگاه فوتبال ولز سارسفیلد       |
| 4  | مدافع     | رونالد آرائوخو        | ۷ مارس ۱۹۹۹ (۲۳ سال)    | 12   | 0  | باشگاه فوتبال بارسلونا           |
| 5  | هافبک     | ماتیاس وسینو          | ۲۴ اوت ۱۹۹۱ (۳۱ سال)    | 62   | 4  | باشگاه ورزشی لاتزیو              |
| 6  | هافبک     | رودریگو بنتنکور       | ۲۵ ژوئن ۱۹۹۷ (۲۵ سال)   | 51   | 1  | باشگاه فوتبال تاتنهام هاتسپر     |
| 7  | هافبک     | نیکلاس د لا کروز      | ۱ ژوئن ۱۹۹۷ (۲۵ سال)    | 17   | 2  | باشگاه فوتبال ریور پلاته         |
| 8  | مهاجم     | فاکوندو پییستری       | ۲۰ دسامبر ۲۰۰۱ (۲۰ سال) | 7    | 0  | باشگاه فوتبال منچستر یونایتد     |
| 9  | مهاجم     | لوییس سوارز           | ۲۴ ژانویه ۱۹۸۷ (۳۵ سال) | 134  | 68 | باشگاه فوتبال ناسیونال           |
| 10 | هافبک     | ژورژین د آراسکائتا    | ۱ ژوئن ۱۹۹۴ (۲۸ سال)    | 40   | 8  | باشگاه فوتبال فلامینگو           |
| 11 | مهاجم     | داروین نونیز          | ۲۴ ژوئن ۱۹۹۹ (۲۳ سال)   | 13   | 3  | باشگاه فوتبال لیورپول            |
| 12 | دروازه‌بان | سباستین سوسا          | ۱۹ اوت ۱۹۸۶ (۳۶ سال)    | 1    | 0  | باشگاه اتلتیکو ایندپندینته       |
| 13 | مدافع     | گیلرمو وارلا          | ۲۴ مارس ۱۹۹۳ (۲۹ سال)   | 9    | 0  | باشگاه فوتبال فلامینگو           |
| 14 | هافبک     | لوکاس توریرا          | ۱۱ فوریه ۱۹۹۶ (۲۶ سال)  | 40   | 0  | باشگاه فوتبال گالاتاسرای         |
| 15 | هافبک     | فدریکو والورده        | ۲۲ ژوئیه ۱۹۹۸ (۲۴ سال)  | 44   | 4  | باشگاه فوتبال رئال مادرید        |
| 16 | مدافع     | ماتیاس الیورا         | ۳۱ اکتبر ۱۹۹۷ (۲۵ سال)  | 8    | 0  | باشگاه فوتبال ناپولی             |
| 17 | مدافع     | ماتیاس وینیا          | ۹ نوامبر ۱۹۹۷ (۲۵ سال)  | 26   | 0  | باشگاه فوتبال آ.اس. رم           |
| 18 | مهاجم     | ماکسی گومز            | ۱۴ اوت ۱۹۹۶ (۲۶ سال)    | 27   | 4  | باشگاه فوتبال ترابزون‌اسپور       |
| 19 | مدافع     | سباستین کواتس         | ۷ اکتبر ۱۹۹۰ (۳۲ سال)   | 47   | 1  | باشگاه فوتبال اسپورتینگ          |
| 20 | مهاجم     | فاکوندو تورس          | ۱۳ آوریل ۲۰۰۰ (۲۲ سال)  | 10   | 0  | باشگاه فوتبال اورلاندو سیتی      |
| 21 | مهاجم     | ادینسون کاوانی        | ۱۴ فوریه ۱۹۸۷ (۳۵ سال)  | 133  | 58 | باشگاه فوتبال والنسیا            |
| 22 | مدافع     | مارتین کاسرس          | ۷ آوریل ۱۹۸۷ (۳۵ سال)   | 115  | 4  | باشگاه فوتبال لس آنجلس گلکسی     |
| 23 | دروازه‌بان | سرخیو روچت            | ۲۳ مارس ۱۹۹۳ (۲۹ سال)   | 8    | 0  | باشگاه فوتبال ناسیونال           |
| 24 | هافبک     | آگوستین کانوبیو       | ۱ اکتبر ۱۹۹۸ (۲۴ سال)   | 3    | 0  | باشگاه فوتبال اتلتیکو پارانائنزه |
| 25 | هافبک     | مانوئل اوگارته        | ۱۱ آوریل ۲۰۰۱ (۲۱ سال)  | 6    | 0  | باشگاه فوتبال اسپورتینگ          |
| 26 | مدافع     | خوزه لوئیس رودریگز    | ۱۴ مارس ۱۹۹۷ (۲۵ سال)   | 0    | 0  | باشگاه فوتبال ناسیونال           |

## افتخارات
- جام جهانی فوتبال
  - قهرمان(۲): ۱۹۳۰، ۱۹۵۰
  - چهارم (۳): ۱۹۵۴، ۱۹۷۰، ۲۰۱۰
- جام کنفدراسیون‌ها
  - چهارم (۲): ۱۹۹۷، ۲۰۱۳
- کوپا آمریکا
  - قهرمان (۱۵): ۱۹۱۶، ۱۹۱۷، ۱۹۲۰، ۱۹۲۳، ۱۹۲۴، ۱۹۲۶، ۱۹۳۵، ۱۹۴۲، ۱۹۵۶، ۱۹۵۹، ۱۹۶۷، ۱۹۸۳، ۱۹۸۷، ۱۹۹۵، ۲۰۱۱
  - دوم (۶): ۱۹۱۹، ۱۹۲۷، ۱۹۴۱، ۱۹۴۷، ۱۹۵۳، ۱۹۵۶، ۱۹۹۹
  - سوم (۸): ۱۹۲۱، ۱۹۲۲، ۱۹۲۹، ۱۹۳۹، ۱۹۴۱، ۱۹۴۷، ۱۹۵۳، ۱۹۵۷، ۲۰۰۴
  - چهارم (۳): ۱۹۸۹، ۲۰۰۱، ۲۰۰۷